# Daptolestes bronteflavus
Daptolestes bronteflavus (лат.) — вид двукрылых насекомых из семейства ктырей. 
Вид научно описан в 2020 году по результатам пересмотра филогении рода Daptolestes, на основании морфологического исследования взрослых особей. Эндемик Австралии.

## Название
Вид назван в честь супергероя Марвел, скандинавского бога грома Тора: лат. bronteflavus — «светлый гром».